# Джерсі-Шор (Пенсільванія)
Джерсі-Шор (англ. Jersey Shore) — місто (англ. borough) в США, в окрузі Лайкомінг штату Пенсільванія. Населення — 4166 осіб (2020).

## Географія
Джерсі-Шор розташоване за координатами 41°12′3″ пн. ш. 77°16′0″ зх. д. / 41.20083° пн. ш. 77.26667° зх. д. (41.200731, -77.266569).  За даними Бюро перепису населення США в 2010 році місто мало площу 3,06 км², з яких 3,00 км² — суходіл та 0,06 км² — водойми.

## Демографія
Згідно з переписом 2010 року, у селищі мешкала 4361 особа в 1710 домогосподарствах у складі 1106 родин. Густота населення становила 1425 осіб/км².  Було 1819 помешкань (594/км²).
Расовий склад населення:
| - 97,9 % — білих - 0,8 % — чорних або афроамериканців - 0,2 % — азіатів - 0,1 % — вихідців з тихоокеанських островів - 0,1 % — корінних американців |

До двох чи більше рас належало 0,9 %. Частка іспаномовних становила 0,6 % від усіх жителів.
За віковим діапазоном населення розподілялося таким чином: 26,3 % — особи молодші 18 років, 59,4 % — особи у віці 18—64 років, 14,3 % — особи у віці 65 років та старші. Медіана віку мешканця становила 35,1 року. На 100 осіб жіночої статі у селищі припадало 89,0 чоловіків;  на 100 жінок у віці від 18 років та старших — 85,7 чоловіків також старших 18 років.
Середній дохід на одне домашнє господарство  становив 53 178 доларів США (медіана — 42 306), а середній дохід на одну сім'ю — 58 145 доларів (медіана — 53 125). Медіана доходів становила 38 482 долари для чоловіків та 27 335 доларів для жінок. За межею бідності перебувало 20,1 % осіб, у тому числі 33,0 % дітей у віці до 18 років та 20,1 % осіб у віці 65 років та старших.
Цивільне працевлаштоване населення становило 2046 осіб. Основні галузі зайнятості: виробництво — 22,3 %, роздрібна торгівля — 18,5 %, освіта, охорона здоров'я та соціальна допомога — 17,2 %.